# Goobuntu
Goobuntu（もしくはGoogle Operating System）はGoogleが社内で開発・利用していたUbuntuベースのLinuxディストリビューション。 
いくつかの情報源が「グーグルはこのディストリビューションを幅広く市場に出す可能性がある」ことを示唆していた。GoogleとUbuntuの開発者マーク・シャトルワースはGoobuntuが存在して、内部で使われていることを認めている。
マーク・シャトルワースはGoogleがパッチをUbuntuに寄与していることを認めたが、一部のGoogle社員がUbuntuの修正されたバージョンを使う一方で、他の社員は他のLinuxディストリビューションの修正されたバージョンを使っている点を強調した。Googleは、Ubuconカンファレンスを通して、また他の方法でUbuntuをサポートしている。シャトルワースとGoogle代表はGoobuntuをリリースする計画を現時点では否定している。
2018年にGoogleはGoobuntuの使用をやめ、OSアップデートのローリングリリースに対応するため、DebianベースのgLinuxを開発して移行した。
他にGoogleが開発・発表したOSとしては、2007年に公開された携帯電話用Linux環境「Android」、および、2009年に計画が公開されたノートPC向けのChromeOSなどがある。
なお、good OS社のgOSとGobuntuとはまったく関係がない。